# 楊紀華
楊紀華（1956年3月29日—），生於臺灣台北市，臺灣廚師與企業家，現任鼎泰豐董事長。

## 生平
楊紀華的父親楊秉彝，出身山西，1948年來到台灣。其母親賴盆妹，出身桃園楊梅，為台灣客家人。其父母於1958年創立鼎泰豐油行，從事食用油零售。於1972年轉為餐廳，即現在的鼎泰豐。
楊紀華在家中排行第二，為長子。畢業於淡水工商管理專科學校（今真理大學）企管科，在取得五專學位前讀了六年半。在專科一年級時，父母將鼎泰豐轉為餐廳，他開始在廚房幫忙，跟著廚師魯紀忠以及之後的廚師蔡永信學習做上海點心。在專科時，曾在士林一家豆漿店打工做包子，賺取零用錢。在五專畢業，完成義務兵役後，至台北市花園新城，任交通調度員，管理停車場，工作了兩年。
1982年，美食家唐魯孫在報紙上撰文稱讚鼎泰豐小籠包料好實在，讓鼎泰豐生意變好。因為廚房裏人手不足，其父親找他回來在廚房幫忙。在廚房負責小籠包與炒飯之餘，他也會負責前場，接待客人。
1995年，其父母決定由他負責餐廳經營。為提升餐飲品質，楊紀華與蔡水信等廚師合作，將廚房料理流程規格化，規定小籠包製作流程，研發出打摺十八次的工法，稱為黃金十八摺。購買送菜機，讓送菜流程更快。同時也將前場接待客戶的流程一致化，不讓客戶點餐後等待太久。日本高島屋百貨於當年邀請他至日本開分店，他要求日本廚師必須要先到鼎泰豐學習料理，通過認證，使餐點品質一致，在1996年，成功在日本東京新宿設立第一間分店，在日本掀起小籠包熱潮。
2000年時，台聚集團吳亦猛投資一億元，獲得45%股權，成為第二大股東。楊紀華以此資金，興建中央廚房，培訓員工，之後進行展店。在美國、日本、中國、新加坡和英國等12個國家，建立了167家門市，將鼎泰豐建立為跨國企業。楊紀華重視員工品質與福利，其企業盈收中有56%使用於員工薪資。為了避免公司上市後，追求利潤，致使餐飲水準下降，鼎泰豐現在仍保持為未上市企業，企業市值於2021年估計至少為120億元。

## 家庭
已婚，育有三個子女。

## 流行文化
2009年客家電視台連續劇《十里桂花香》，取材自其父母楊秉彝與賴盆妹的鼎泰豐創業故事。由男演員梁正群飾演楊紀華的角色。